# Khujir
Khujir (en rus: Хужир) és un poble (un possiólok) de la República de Buriàtia, a Rússia, segons el cens del 2010 tenia 31 habitants.